# New Mutants
A New Mutants egy, a Marvel Comics által kiadott képregénysorozat volt, melynek első sorozata 1983 és 1991 között, második sorozata 2003 és 2004 között jelent meg az Amerikai Egyesült Államokban. A New Mutants egyike volt az Uncanny X-Men spin-off-jainak. A képregény címszereplői az X-Men utánpótlását képező Új Mutánsok csapata.

## A megjelenés története

### Első sorozat
Az 1980-as években az Uncanny X-Men sorozata addig nem tapasztalt népszerűségre tett szert Chris Claremont írói közreműködése alatt. Ebben az időben, a sorozat népszerűségét kihasználva a Marvel több spin-off sorozatot is indított a népszerű kiadványból. A New Mutants egyike volt ezeknek a sorozatoknak. Az Új Mutánsok csapat először 1982-ben, a Marvel Graphic Novel sorozat negyedik részében tűnt fel, mely történet írója szintén Chris Claremont volt. Az X-Men csapatának tagjai első, 1963-as szereplésük óta felnőttek, így a sorozat visszatért az Uncanny X-Men gyökereihez; egy új, kamaszokból álló csapat kalandjainak bemutatásához.
A sorozat első száma 1983 márciusában jelent meg. Írója Chris Claremont, rajzolója Bob McLeod volt. A történet szerint a csapatot, mint egykor az X-Ment is, Xavier professzor hívta életre. Az alapító tagok Ágyúgolyó, Farkas,  Psziché (később Délibáb), Karma és Napfolt voltak. A csapathoz számos új tag is csatlakozott. Elsőként a 8. számban Magma, majd őt követte Varázs (Kolosszus kishúga, aki az Uncanny X-Men-ben már korábban többször is feltűnt), Tolmács és a földönkívüli Techno. Az ifjú szuperhőscsapat ellenfelei legtöbbször démonok és a Pokoltűz Klub mutánskülönítménye, a Pokolfajzatok voltak.
Bob McLeod már a harmadik szám után otthagyta a sorozatot, helyére Sal Buscema került, majd a 18. számmal Bill Sienkiewicz. Claremont igen sötét hangulatot adott a sorozatnak, vegyítve azt a kamaszkor félelmeivel és viszontagságaival. Igen gyakoriak voltak a misztikus elemek is. A képregény ugyan nem érte el az eredeti X-Men sorozat népszerűségét, de stabil olvasói bázisra tett szert.
1985 októberében, a 32. szám után Sienkiewicz is megvált a képregénytől, őt néhány szám erejéig Steve Leialoha, majd Mary Wilshire követte. Wilshire után a sorozat rendszeres rajzolója Jackson Guice lett, de mellette alkalmanként több más rajzoló is közreműködött. Mikor X Professzort 1986-ban kiírták a sorozatból, a mutánsiskola vezetését Xavier régi barátja, az egykori szuperbűnöző, Magneto vette át akit előélete miatt a tanítványok nem fogadtak el mentoruknak.
Az 55. számban, 1987-ben Louise Simonson váltotta fel Claremontot a sorozat írói székében. Simonson a Mutánsok végzete című crossover során megölte Tolmácsot, Madáragyút és Gosamyrt pedig beléptette a csapatba. Az Infernó eseményei után az X-Terminátorok csapata beleolvadt az Új Mutánsokéba. Ezt követően a képregényre jellemző  misztikus légkör szertefoszlott Simonson 1989-es története után, melyben az Új Mutánsok csapata meglátogatta a skandináv mitológia isteneinek otthonát, Asgardot.
1990-ben a 86. számtól Rob Liefeld lett a sorozat rajzolója. A 87. számban bemutatkozott a csapat leendő új mentora, a rejtélyes múltu zsoldos, Kábel, majd ezt követően az Új Mutánsok csapatának összes régi tagját, Ágyúgolyó kivételével kiírták a sorozatból. Az új, inkább katonai jellegű csapat tagjai olyan harcedzett veteránok lettek mint Dominó, Csillagtörő, Hadiösvény és Vadon. Az utolsó számokban Fabian Nicieza és Rob Liefeld vette át az írói munkát. A drasztikus mértékeben megváltozott sorozat a századik számmal, 1991 áprilisában véget ért, de a kicserélődött szuperhőscsapat  története tovább folytatódott az X-Force című képregényben.
A sorozat megjelenése alatt szorosan kapcsolódott az Uncanny X-Men cselekményéhez és része volt az X-kiadványokat érintő több crossovernek, így a Mutáns mészárlás, a Mutánsok végzete és az Infernó című történeteknek is.

### Második sorozat
A sorozat majd 12 év után, 2003 júliusában újraindult. Az új sorozat írója Nunzio DeFilippis és Christina Weir, rajzolója Keron Grant. A legnagyobb változás a képregényben az volt, hogy míg az eredeti sorozatban Xavier professzor iskolája csupán néhány, az X-Men leendő utánpótlását képző kamasszal foglalkozott, addig az új sorozatban az iskolát már csaknem kétszáz diák látogatta. A történetek nem egy szuperhőscsapat kalandjait voltak, hanem nem hétköznapi kamaszok, nem hétköznapi napjai élete az iskola falain belül és kívül. Az X-Men tagjai gyakran vendégszerepeltek a sorozatban, elsősorban mint az iskola oktatói. Az eredeti Új Mutánsok csapatából Danielle Moonstar állandó szereplője lett az új sorozatnak is.
A negyedik szám után Mark A. Robinson vette át a sorozat rajzolójának munkakörét, majd két általa rajzolt két szám után Carlo Barberi. A képregény nyolcadik számában feltűnik egy új tanár, Emma Frost, az X-ek egykori ellensége.
A sorozat ugyan 2004 júniusában véget ért a 13. számmal, de az iskola diákjainak kalandjai a New X-Men: Academy X című sorozatban folytatódtak.

## Magyarul
- Új világ X-men. Új mutánsok; szöveg Brian Michael Bendis, rajz. David Finch, ford. Kvaszta Ádám; Goodinvest, Bp., 2008